# Louis Alexandre Berthier
Louis Alexandre Berthier, Hoàng tử Wagram, Công tước xứ Valangin, Thái tử Neuchâtel (20 Tháng 2 năm 1753 – 01 tháng 6 năm 1815), là một Thống chế và là Tổng Tham mưu trưởng của Napoleon.

## Thời niên thiếu
Alexandre sinh ngày 20 tháng 2 năm 1753 tại Versailles, là con trai của Trung tá Jean Baptiste Berthier (1721 – 1804), một sĩ quan công bình với người vợ đầu tiên Marie Françoise L'Huillier de La Serre. Ông là con trưởng trong năm người con, với ba người em cũng phục vụ trong Quân đội Pháp, và hai trong số đó sau này là tướng lĩnh trong Chiến tranh Napoleon.

## Binh nghiệp
Ngay từ khi còn là một đứa trẻ, ông đã chịu ảnh hưởng từ môi trường quân sự của người cha. Khi 17 tuổi, ông nhập ngũ và nhanh chóng phục vụ trong các đơn vị tham mưu, kỹ thuật và lực lượng Long Kỵ binh của Hoàng tử de Lambesq. Năm 1780, ông đến Bắc Mỹ với Jean-Baptiste Donatien de Vimeur, Bá tước de Rochambeau. Khi quay trở về, với quân hàm Đại tá, ông giữ các vị trí tham mưu khác nhau và trong các nhiệm vụ quân sự tại Phổ. Trong Chiến tranh Cách mạng Pháp, là Tham mưu trưởng của Vệ binh Quốc gia Versailles, ông đã bảo vệ chị em của vua Louis XVI khi đang bị đe doạ và giúp họ chạy trốn (1791).
Trong cuộc chiến tranh 1792, ông được làm tham mưu trưởng của Thống chế Lückner và được phân công trong chiến dịch Argonne bởi Charles François Dumouriez và François Christophe Kellermann. Ông tham gia Chiến tranh Vendée giai đoạn 1793–1795, khiến cho năm sau đó ông được thăng hàm Trung tướng và là tham mưu trưởng Tập đoàn Ý, dưới sự chỉ huy của Bonaparte. Ông đóng vai trò lớn trong Trận Rivoli, cùng với Barthélemy Joubert chống lại cuộc tấn công của tướng Áo Jozsef Alvinczi.

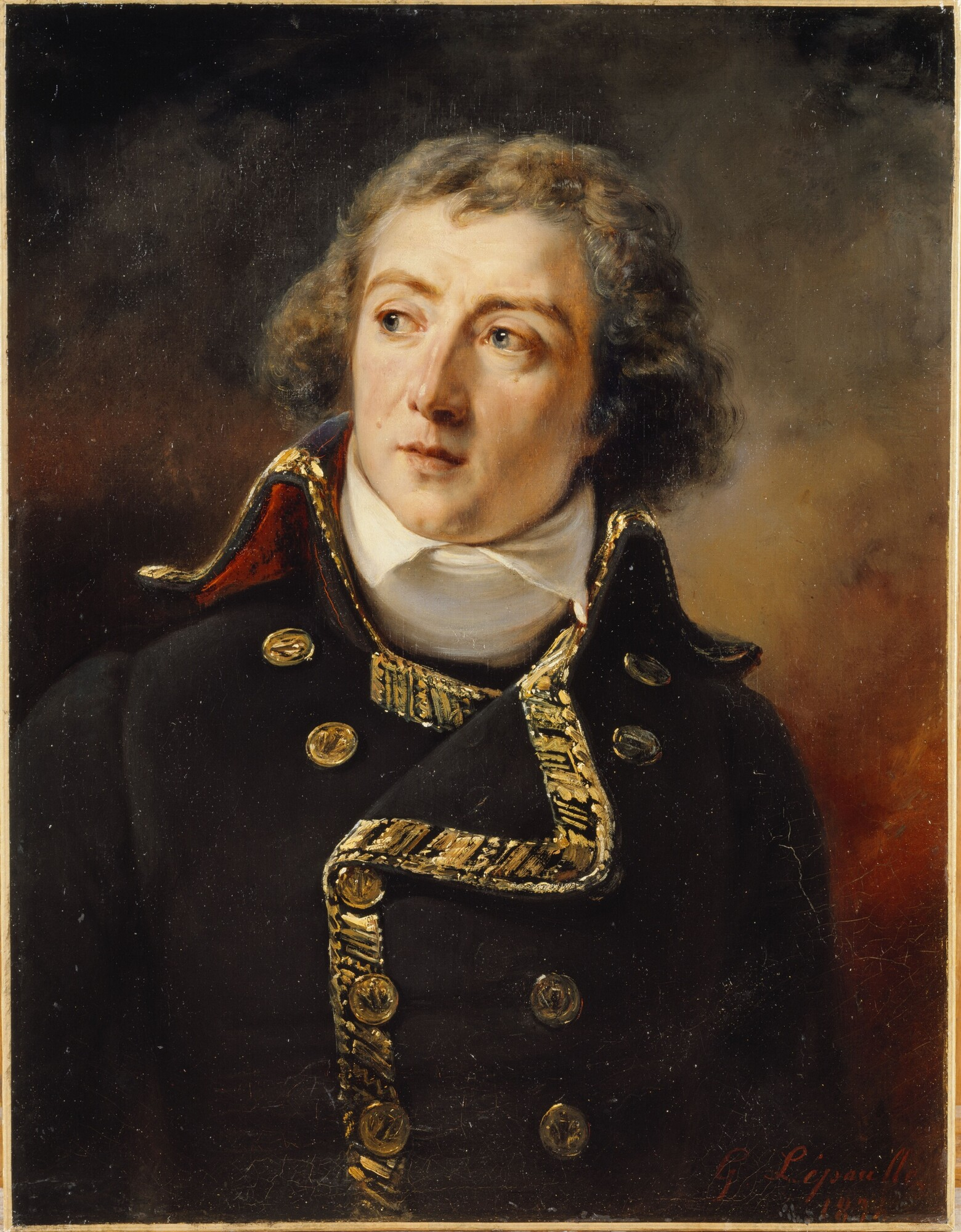
Louis-Alexandre Berthier, Thiếu tướng, tham mưu trưởng năm 1792 (1753-1815), François-Gabriel Lépaulle, theo Antoine Jean Gros (1834).

Ông đi theo Napoleon trong chiến dịch ấn tượng năm 1796 và rời khỏi binh đoàn này sau Hiệp ước Campo Formio. Ông quay lại vị trí năm 1798 tại Ý trong cuộc xâm chiếm Vatican bằng việc tổ chức Cộng hoà La Mã và áp giải Giáo hoàng Pius VI quay lại Valence (Pháp). Sau đó, ông làm tư lệnh trong chiến dịch Ai Cập và phục vụ Napoleon cho đến ngày trở về. Ông tham gia Binh biến Tháng Sương mù (9 tháng 11 năm 1799) và trở thành Bộ trưởng Chiến tranh sau đó. Trong trận Marengo, ông đứng đầu lực lượng dự bị, nhưng khi Đệ Nhất Tổng tài cần đến lực lượng này, Berthier nhanh chóng quay lại vị trí Tham mưu trưởng của Napoleon.
Khi Napoléon Bonaparte truất quyền vua Phổ Frederick William III, Berthier được cử làm Thống đốc. Ông tại vị cho đến năm 1814 và được phong làm thái tử xứ này.
Khi Napoleon trở thành Hoàng đế, Berthier được thăng hàm Thống chế. Ông tham gia các trận Austerlitz, trận Jena và trận Friedland, và được phong các danh hiệu Công tước xứ Valengin năm 1806, Thái tử Neuchâtel trong cùng năm. Năm 1808, ông tham gia Chiến tranh Bán đảo, và năm 1809 ông phục vụ tại mặt trận Áo trong Chiến tranh Liên minh lần thứ năm, và sau đó được phong danh hiệu Hoàng tử xứ Wagram. Với vai trò là Tổng tham mưu trưởng, ông chứng kiến các thất bại của Napoleon tại Nga năm 1812, tại Đức năm 1813 và tại Pháp năm 1814.
Đi theo Napoleon ngay từ những ngày đầu, Bethier được thưởng 600 mẫu đất và hoa lợi trên đất. Nhưng ông đã bỏ rơi Napoleon để đưa Louis XVIII quay lại ngai vàng. Khi Napoleon bị giam cầm tại Elba, ông đã thông tin cho Berthier về kế hoạch của mình nhưng Berthier đã từ chối. Khi Napoleon quay lại Pháp, Berthier bị giam tại Bamberg, nơi ông mất vào 1 tháng 6 năm 1815 khi cố trốn thoát khỏi cửa sổ. Có tin đồn rằng ông đã bị ám sát bởi các tổ chức bí mật khi cố ra hiệu cho các lực lượng Phổ xâm lăng Pháp, ông trốn bằng cửa sổ và bị ám sát.